# Моржови
Моржовите (Odobenidae) са семейство морски бозайници от групата на Перконогите, разред Хищници. Семейството е представено от един съвременен вид: Морж (Odobenus rosmarus).

## Класификация
Семейство Моржови
- Род †Archaeodobenus
- Род †Prototaria
- Род †Proneotherium
- Род †Neotherium
- Род †Imagotaria
- Род †Kamtschatarctos
- Род †Pelagiarctos
- Подсемейство †Dusignathinae
  - Род †Pontolis
  - Род †Dusignathus
  - Род †Gomphotaria
  - Род †Pseudotaria
- Подсемейство Odobeninae
  - Род †Aivukus
  - Род †Ontocetus
  - Род †Pliopedia
  - Род †Protodobenus
  - Род †Prorosmarus
  - Род †Valenictus
  - Род Моржове (Odobenus)